# تاکسکو
تاکسکو (به اسپانیایی: Taxco de Alarcón) یک منطقهٔ مسکونی در مکزیک است که در گررو واقع شده‌است. تاکسکو ۳۴۷ کیلومتر مربع مساحت و ۹۸٬۸۵۴ نفر جمعیت دارد و ۱٬۷۷۸ متر بالاتر از سطح دریا واقع شده‌است.

## خواهرخوانده
شهر کانکون خواهرخواندهٔ تاکسکو هست.